# Nößwartling
Nößwartling ist ein Gemeindeteil der Gemeinde Arnschwang im Oberpfälzer Landkreis Cham in Bayern.

## Geographie
Das Dorf liegt südwestlich des Kernortes Arnschwang an der Kreisstraße CHA 5. Nordwestlich verläuft die Bundesstraße 20. Am westlichen Ortsrand fließt der Chamb. 

## Geschichte
1808 wurde die Verordnung über das allgemeine Steuerprovisorium im Königreich Bayern erlassen. Mit ihr wurde das Steuerwesen in Bayern neu geordnet und es wurden Steuerdistrikte gebildet. Der Steuerdistrikt Nößwartling bestand aus den Ortschaften Nößwartling mit Blumhof, Holzhof, Kuglhof, Weihermühle, Grasfilzing mit Enklarn sowie Neumühlen.
Die 1818 mit dem bayerischen Zweiten Gemeindeedikt begründete landgerichtsunmittelbare Gemeinde Nößwartling gehörte zum Landgericht Cham, war weitgehend mit dem Steuerdistrikt Nößwartling identisch und umfasste die Orte:
- Nößwartling (Dorf)
- Blumhof (Einöde)
- Elst (Einöde)
- Grasfilzing (Dorf)
- Holzhof (Einöde)
- Kuglhof (Einöde)
- Lindhof (Einöde)
- Mühlberg (Einöde)
- Neumühlen (Einöde)
- Tradthaus (Tradthäusl, Einöde)
- Weihermühle (Einöde)

Im Zuge der Gemeindegebietsreform wurden am 1. Juli 1972 die größten Teile der Gemeinden Zenching und Nößwartling nach Arnschwang eingegliedert, nur Neumühlen kam zu Weiding.

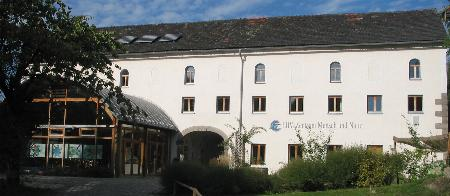
LBV-Zentrum Mensch und Natur in Arnschwang-Nößwartling

## Baudenkmäler
In der Liste der Baudenkmäler in Arnschwang sind für Nößwartling vier Baudenkmäler aufgeführt:
- Dorfkapelle Unserer Lieben Frau
- ehemalige Mühle, jetzt LBV-Zentrum Mensch und Natur (Nößwartling 12)
- Waldlerhaus (Nößwartling 13)
- Waldlerhaus eines Dreiseithofes (Nößwartling 14)

## Vereine
- Freiwillige Feuerwehr Nößwartling